# Pseudapis bispinosa
Pseudapis bispinosa là một loài Hymenoptera trong họ Halictidae. Loài này được Brullé mô tả khoa học năm 1832.